# Desmoscelis
Desmoscelis är ett släkte av tvåhjärtbladiga växter. Desmoscelis ingår i familjen Melastomataceae.
Kladogram enligt Catalogue of Life:
| Desmoscelis | \| \| Desmoscelis calcarata \| \| \| \| \| \| Desmoscelis villosa \| \| \| \| |
|             | \| \| Desmoscelis calcarata \| \| \| \| \| \| Desmoscelis villosa \| \| \| \| |
|             | Desmoscelis calcarata                                                         |
|             |                                                                               |
|             | Desmoscelis villosa                                                           |
|             |                                                                               |

## Bildgalleri

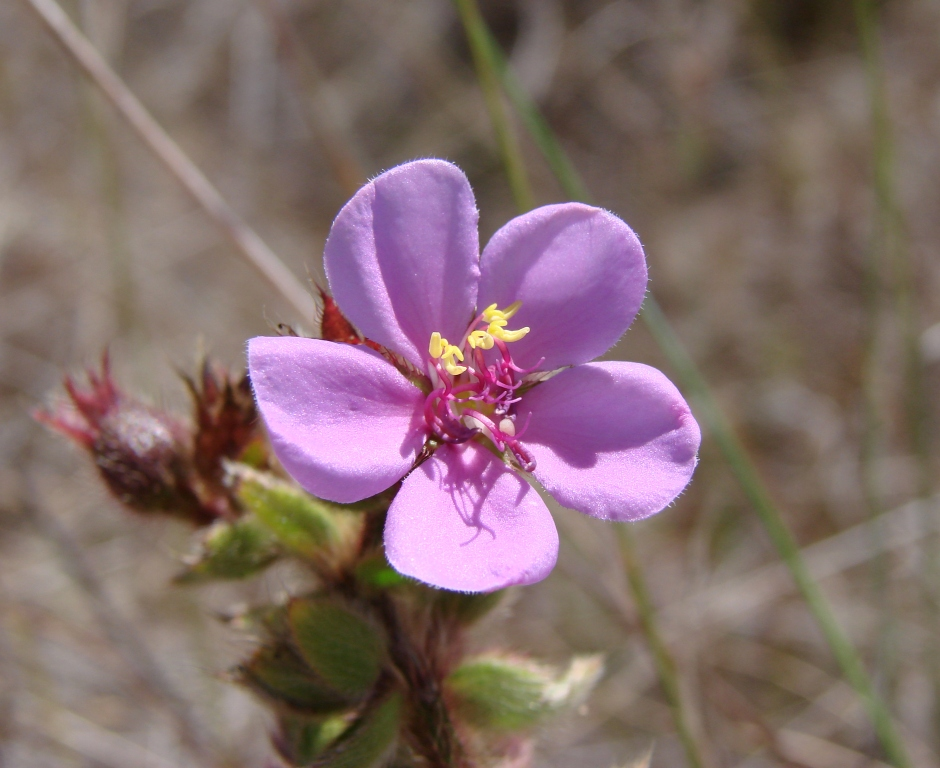